# Alfred Oppolzer

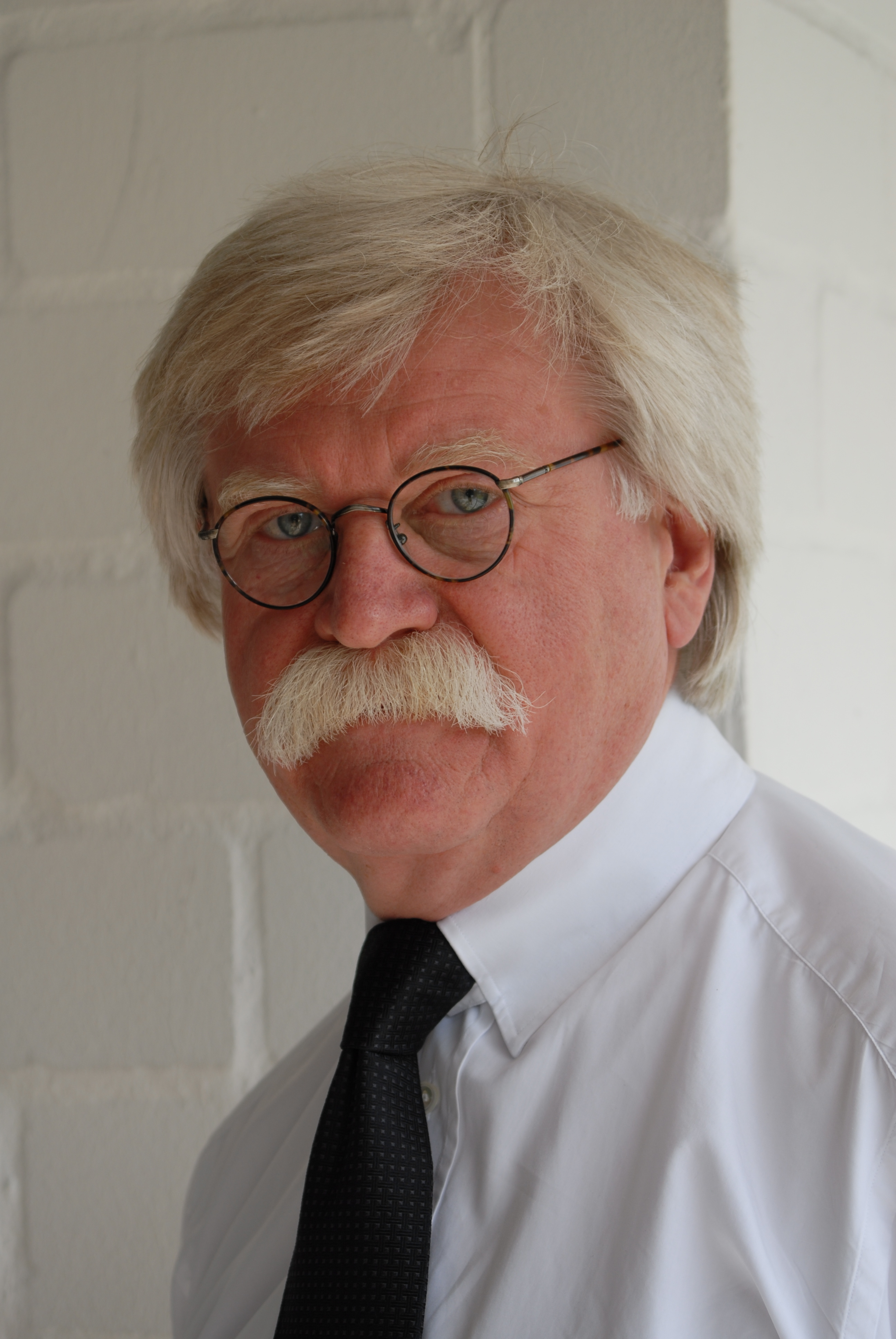
Alfred Oppolzer (2009)

Alfred Oppolzer (* 5. Oktober 1946 in Alsfeld) ist ein deutscher Soziologe und Sozialökonom sowie Professor für Industrie- und Betriebssoziologie am Fachbereich Sozialökonomie der Universität Hamburg, vormals Hamburger Universität für Wirtschaft und Politik (HWP). Seine Schwerpunkte liegen interdisziplinär in den Arbeits- sowie Gesundheitswissenschaften. Oppolzer veröffentlichte zahlreiche Texte zusammen mit dem Nationalökonomen Leonhard Hajen und dem Arbeitsrechtler Ulrich Zachert.

## Leben
Alfred Oppolzer studierte Soziologie, Psychologie, Politikwissenschaft und Pädagogik an der Universität Marburg. Seine Magisterarbeit schrieb er in Soziologie. Oppolzer promovierte an der Uni Marburg zum Dr. phil. in Soziologie. Seine Habilitation zum Dr. phil. habil. für Arbeitswissenschaft erfolgte an der Universität Kassel. Von 1973 bis 1975 arbeitete Oppolzer als wissenschaftlicher Mitarbeiter am Fachbereich Gesellschaftswissenschaften der Universität Marburg. 1975 wurde er auf eine Professur für Industrie- und Betriebssoziologie an die Universität Kassel berufen. Im Jahr 1982 erfolgte seine Berufung auf eine Professur für Soziologie mit dem Schwerpunkt Industriesoziologie an der Hochschule für Wirtschaft und Politik in Hamburg, ab 1991 Hamburger Universität für Wirtschaft und Politik (HWP). Seit 2005 Fachbereich Sozialökonomie der Universität Hamburg; seit dem 1. April 2012 im Ruhestand.
Bekannt wurde Alfred Oppolzer als Verfasser seiner Texte zum Arbeits- und Gesundheitsschutz. Praktische Erfahrungen sammelt er bei seiner Beratertätigkeit für Unternehmen, Betriebsräte, Gewerkschaften und Arbeitsschutzstellen. Oppolzer wird von Arbeitsgerichten und Berufsgenossenschaften als Gutachter herangezogen. Er gilt als Kenner der Werke von Karl Marx und Max Weber. Er schrieb 1988 ein Nachwort in „Werner Hofmann: Industriesoziologie für Arbeiter“. Alfred Oppolzer beschäftigt sich mit einer modernen Definition von Sozialökonomie.

## Schwerpunkte
Die Lehr- und Forschungsschwerpunkte von Oppolzer sind vorrangig Industriesoziologie und Arbeitswissenschaft. Seine praktischen Prioritäten setzt er auf das betriebliche Gesundheitsmanagement sowie Public Health. So führte er mit Alf Trojan Forschungsprojekte im Universitäts-Krankenhaus Eppendorf und am Institut für Medizin-Soziologie durch.
In der Lehre an der HWP bzw. Universität Hamburg betont er die Wichtigkeit der Praxisrelevanz und Interdisziplinarität in der Wissenschaft. Er beruft sich dabei unter anderem auf die Werke von Karl Marx und Max Weber. Die Notwendigkeit der Sozialökonomie wird nach Oppolzer aus den verschiedenen Einzeldisziplinen heraus gefordert, beispielsweise aus der Betriebswirtschaftslehre (Reinhard Schultz, 1988), ebenso aus der Volkswirtschaftslehre (Günter Schmölders, 1973) und der Politischen Ökonomie (Werner Hofmann, 1969), aus der Soziologie (Max Weber, 1904) ebenso wie aus der Arbeitswissenschaft (Manfred Schweres, 1980) und von ihm 1989 selber in seinem Handbuch Arbeitsgestaltung. Oppolzer hält fest, Sozialökonomie ist:
1. die „Untersuchung der Wechselwirkungen von Wirtschaft und Gesellschaft“,
2. die „Praxisrelevanz der Fragestellung“ und
3. die „interdisziplinäre Vorgehensweise“.[1]

Seine Schwerpunkte auf die Arbeits- sowie Gesundheitswissenschaften werden durch Oppolzers Mitgliedschaften verdeutlicht: Gesellschaft für Arbeitswissenschaft, Deutsche Gesellschaft für Medizinische Soziologie sowie die Deutsche Gesellschaft für Sozialmedizin und Prävention.

## Veröffentlichungen (Auswahl)
- Alfred Oppolzer: Psychische Belastungsrisiken aus Sicht der Arbeitswissenschaft und Ansätze für die Prävention, in: Fehlzeiten-Report 2009, Arbeit und Psyche: Belastungen reduzieren – Wohlbefinden fördern, Hrsg. Badura, Schröder, Klose und Macco, Berlin, Heidelberg 2010
- Alfred Oppolzer, Stefan Nickel, Silke Werner und Alf Trojan: Begleitforschung eines Modellversuchs zur Umwandlung von Arbeitszeiten im Kontext aktueller Innovationen im Krankenhaus, in: Arbeitszeitgestaltung im ärztlichen Dienst und Funktionsdienst des Krankenhauses. Rainer Hampp Verlag: München und Mering, 2008, S. 67–182.
- Alfred Oppolzer: Gesundheitsmanagement im Betrieb, Integration und Koordination menschengerechter Gestaltung der Arbeit. Hamburg 2006.
- Alfred Oppolzer: Industrielle Pathologie, in: Historisch-Kritisches Wörterbuch des Marxismus, Hrsg. W.F. Haug, Hamburg, Berlin 2004 (Band 6/II, Sp. 997–1002).
- Alfred Oppolzer, Alf Trojan und Helmut Hildebrandt: Mitarbeiter- und Patientenbefragungen als Instrumente des Qualitätsmanagements, in: Qualitätsmanagement in Gesundheitsförderung und Prävention, Hrsg. Bundeszentrale für gesundheitliche Aufklärung BZgA, Köln 2001, S. 269–281.
- Alfred Oppolzer: Gesundheitsförderung durch Organisationsentwicklung im Krankenhaus – Zum Zusammenhang von New Public Health und New Public Management, in: Ökonomie und Sozialstaat, In memoriam Helmut Fangmann, Hrsg. Mattfeldt, Oppolzer, Reifner, Opladen 1998, S. 91–112.
- Alfred Oppolzer, Karl-Jürgen Bieback (Hrsg.): Strukturwandel des Arbeitsschutzes. Opladen 1999.
- Alfred Oppolzer: Entfremdung, in: Historisch-Kritisches Wörterbuch des Marxismus, Hrsg. W.F. Haug, Hamburg, Berlin 1997 (Band 3, Sp. 460–470).
- Alfred Oppolzer: Ökologie der Arbeit. Mensch und Arbeitsumwelt: Belastungen und Gestaltungserfordernisse. Hamburg 1993.
- Alfred Oppolzer: Kurzpausen für Kassiererinnen. Zur menschengerechten Gestaltung der Kassenarbeit. Köln 1992
- Alfred Oppolzer, Leonhard Hajen und Michael Steuer (Hrsg.): Technische Entwicklung und betriebliche Weiterbildung. Eine empirische Untersuchung in der Metallindustrie. Frankfurt/New York 1990.
- Alfred Oppolzer: Sozialökonomie – Zu Gegenstand, Begriff und Geschichte eines interdisziplinären und praxisbezogenen Wissenschaftskonzeptes. In: Sozialökonomische Beiträge (SozB), Heft 1/1990 (S. 6–29)
- Alfred Oppolzer: Arbeitsteilung, in: Europäische Enzyklopädie zu Philosophie und Wissenschaften. Hrsg. von Hans-Jörg Sandkühler. Hamburg 1990. (Bd. 1, S. 216–230)
- Alfred Oppolzer: Handbuch Arbeitsgestaltung. Leitfaden menschengerechter Arbeitsorganisation. Hamburg 1989.
- Alfred Oppolzer, Gerhard Brosius (Hrsg.): Auswirkungen der Arbeitszeitverkürzung auf Beschäftigung, Arbeitsbedingungen und Freizeit. Frankfurt/New York 1989.
- Alfred Oppolzer; Nachwort. Werner Hofmann und die Industriesoziologie. In: Werner Hofmann: Industriesoziologie für Arbeiter. Hrsg. von Claas u. Rilling. Heilbronn 1988 (S. 211–250).
- Alfred Oppolzer, Ulrich Zachert (Hrsg.): Neue Technologien und Arbeitnehmerinteressen im Groß- und Versandhandel. Frankfurt/New York 1987.
- Alfred Oppolzer, Hartmut Wegener und Ulrich Zachert (Hrsg.): Flexibilisierung – Deregulierung, Arbeitspolitik in der Wende. Hamburg 1986.
- Alfred Oppolzer: Wenn Du arm bist, musst Du früher sterben. Soziale Unterschiede in Gesundheit und Sterblichkeit. Hamburg 1986, ISBN 3-87975-343-1
- Alfred Oppolzer: Industrielle Arbeitnehmer im Schwalm-Eder-Kreis. Arbeits- und Lebensverhältnisse in einem unterentwickelten Gebiet. (2 Bände) Marburg 1980.
- Alfred Oppolzer: Humanisierung der Lohnarbeit? Zum Kampf um die Arbeitsbedingungen. (2. Aufl.) Berlin 1978.
- Alfred Oppolzer, Wulf D. Hund: Bürgerliche Wissenschaft, Dialektik und Klassenbewusstsein, in: G. Ahrweiler (Hrsg.): Betr.: Lukacs. Dialektik zwischen Idealismus und Proletariat. Köln 1978. (S. 75–100)
- Alfred Oppolzer: Hauptprobleme der Industrie- und Betriebssoziologie. Köln 1976.
- Alfred Oppolzer: Entfremdung und Industriearbeit. Die Kategorie der Entfremdung bei Karl Marx. Köln 1974.